# Grafschaft (Valais)
Grafschaft es una comuna suiza del cantón del Valais, situada en el distrito de Goms. Limita al noreste y este con la comuna de Reckingen-Gluringen, al sureste con Ernen, y al oeste con Blitzingen, Bellwald y Fieschertal.
La comuna es el resultado de la fusión el 1 de enero de 2001 de las comunas de Biel, Ritzingen y Selkingen.